# 522563 Randyflynn
522563 Randyflynn este o planetă minoră (asteroid) din centura de asteroizi. A fost descoperită pe 6 decembrie 2010 la Mount Lemmon⁠(d) de Mount Lemmon Survey⁠(d). 
Obiectul prezintă o orbită caracterizată de o semiaxă mare de 2,6162296269663 UAi, o excentricitate de 0,049108301065791, o înclinație de 6,8653251450812 ° în raport cu ecliptica.